# José Martins
José Freitas Martins (Fafe, 19 settembre 1951) è un ex ciclista su strada portoghese. Professionista dal 1971 al 1979, ottenne due podi al Giro del Portogallo e vinse due tappe al Giro di Catalogna.

## Carriera
Passato professionista nel luglio 1971, si dimostrò subito competitivo; nel 1972 e 1973 fu nazionale portoghese ai Mondiali per professionisti di Gap e Barcellona. I suoi principali successi del periodo arrivarono in due tappe al Giro di Catalogna 1974 e nella classifica generale della Vuelta a los Valles Mineros 1975. Fu anche secondo al Giro del Portogallo 1972 e terzo nel 1973, terzo alla Clásica a los Puertos de Guadarrama e alla Vuelta a Asturias 1974, e quindi pluri-piazzato nel 1975: secondo alla Vuelta a Aragón e alla Klasika Primavera, terzo all'Escalada a Montjuïc, dietro a Eddy Merckx e Joop Zoetemelk, al Giro di Catalogna e al campionato nazionale, quinto al Giro dei Paesi Baschi e ottavo alla Vuelta a España.
Capitano della squadra ciclistica portoghese Coelima, fu costretto a cambiare squadra a causa del ritiro della stessa: nel 1976 passò quindi alla spagnola KAS, dove fu gregario di José Pesarrodona. Con la nuova maglia vinse la classifica scalatori al Giro di Svizzera 1976 e la Clásica de Sabiñanigo nel 1977. Concluse la carriera professionistica nel 1979 dopo due stagioni alla Teka e alla Moliner-Vereco, e si ritirò dalle corse nel 1985, dopo alcune ulteriori stagioni in Portogallo.

## Palmarès
- 1974

Prologo Volta a Catalunya (Lleida, cronometro)
3ª tappa, 2ª semitappa Volta a Catalunya (Circuito del Montjuïc)
Prologo Vuelta a Mallorca (Palma di Maiorca > Palma di Maiorca, cronometro)
- 1975

Classifica generale Vuelta a los Valles Mineros
- 1977

Clásica de Sabiñanigo
- 1980

13ª tappa Giro del Portogallo (Alpiarca > Leiria)

### Altri successi
- 1976

Classifica scalatori Giro di Svizzera
- 1978

2ª tappa Vuelta a Cantabria (Castro Urdiales > Laredo, cronosquadre)

## Piazzamenti

### Grandi Giri
- Giro d'Italia

1974: 40º
1976: 42º
- Tour de France

1973: 33º
1976: 12º
1977: 17º
1978: 22º
- Vuelta a España

1973: 38º
1974: ritirato (4ª tappa)
1975: 8º
1976: 15º
1978: 20º

### Classiche monumento
- Milano-Sanremo

1976: 56º

### Competizioni mondiali
- Campionati del mondo

Gap 1972 - In linea: 38º
Barcellona 1973 - In linea: ritirato